# Weissia condensa
Weissia condensa är en bladmossart som beskrevs av Lindberg 1863. Weissia condensa ingår i släktet krusmossor, och familjen Pottiaceae. Inga underarter finns listade i Catalogue of Life.